# Clypeaster cyclopilus
Clypeaster cyclopilus är en sjöborreart som beskrevs av Hubert Lyman Clark 1941. Clypeaster cyclopilus ingår i släktet Clypeaster och familjen Clypeasteridae. Inga underarter finns listade i Catalogue of Life.